# مايك إيردهويزين
مايك إيردهويزين (بالهولندية: Mike Eerdhuijzen)‏ هو لاعب كرة قدم هولندي ولد في عام 2000، ويلعب في مركز الوسط وعادتً في مركز الدفاع ويلعب مع نادي فولندام ومع منتخب هولندا تحت 20 سنة لكرة القدم.

## وصلات خارجية
مايك إيردهويزين على موقع قاعدة بيانات كرة القدم.إي يو (الإنجليزية)
- مايك إيردهويزين على موقع ليكيب (الفرنسية)
- مايك إيردهويزين على موقع Soccerway.com (الإنجليزية)